# Resistenza belga

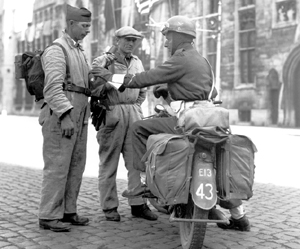
Due partigiani belgi si incontrano con un motociclista dell'Esercito canadese durante la liberazione di Bruges nel settembre 1944

La Resistenza belga nella seconda guerra mondiale ebbe inizio a seguito dell'invasione del Belgio nel maggio 1940 da parte della Germania nazista. Sconfitto militarmente nel giro di una decina di giorni dalle forze della Wehrmacht, il Belgio fu assoggettato a un regime di amministrazione militare da parte dei tedeschi, ma ciò non impedì il sorgere di un diffuso movimento di resistenza contro gli occupanti da parte della popolazione locale, spalleggiato dagli Alleati e dal Governo in esilio del Belgio con sede a Londra.
La popolazione civile belga fu spesso coinvolta in episodi di resistenza passiva come scioperi e atti di disubbidienza civile nei confronti degli occupanti, ma la lotta armata contro i tedeschi fu di ampiezza più ridotta. I gruppi che formavano la Resistenza erano estremamente frammentati e divisi in merito alle tattiche da impiegare, alle zone in cui agire e alle ideologie politiche cui aderire, con formazioni che coprivano in pratica l'intero spettro politico dall'estrema sinistra all'estrema destra; sebbene episodi di cooperazione tra gruppi diversi non furono rari, la Resistenza belga non costituì mai un organismo unitario e coordinato da un comando comune.
Gli atti di resistenza armata in Belgio si limitarono a operazioni di sabotaggio delle linee di comunicazione e all'assassinio di personalità in vista dello schieramento nemico, in particolare tra i collaborazionisti. La Resistenza fu molto più attiva invece nel campo della stampa di giornali clandestini, nella raccolta di informazioni a favore degli Alleati e nella protezione dei soggetti ricercati dai tedeschi, in primo luogo ebrei e aviatori alleati abbattuti; nel settembre 1944 gruppi armati di partigiani belgi affiancarono poi i reparti anglo-statunitensi nelle fasi finali della liberazione del Belgio.
La Resistenza belga pagò un tributo di sangue non indifferente alla liberazione della nazione: secondo alcune stime, su un totale di circa 70.000 partigiani belgi attivi si contarono più di 19.000 morti.

## Antefatti

### L'invasione del Belgio

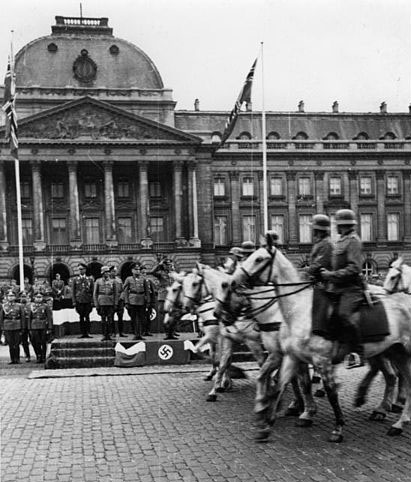
Giugno 1940: truppe tedesche sfilano in parata davanti al Palazzo Reale di Bruxelles

Le forze armate della Germania nazista lanciarono l'invasione del Belgio, paese che sino a quel momento si era attenuta a una politica di stretta neutralità, il 10 maggio 1940 nell'ambito dei più vasti piani per un'offensiva risolutiva sul fronte occidentale (Fall Gelb); dopo diciotto giorni di scontri, l'Esercito belga fu costretto alla resa il 28 maggio e la nazione venne sottoposta a un regime di occupazione militare da parte dei tedeschi. Nel corso della breve campagna, tra i 600.000 e i 650.000 belgi (quasi il 20% della popolazione maschile della nazione) avevano servito nelle forze armate nazionali: molti di essi divennero prigionieri di guerra e rimasero in detenzione nei campi di prigionia (Stalag) in Germania, sebbene diversi altri furono via via rilasciati prima della fine della guerra. Il re Leopoldo III del Belgio, comandante in capo delle forze armate, si arrese anch'egli ai tedeschi il 28 maggio e fu di conseguenza posto agli arresti dagli occupanti nel Castello di Laeken.
Un Governo in esilio del Belgio si costituì a Bordeaux il 18 giugno 1940 sotto la direzione del primo ministro Hubert Pierlot: considerando la resa di Leopoldo III come un tradimento della nazione, i suoi componenti dichiararono con un telegramma il loro rifiuto di sottostare agli ordini del re. I primi tempi del governo in esilio furono alquanto caotici: il 21 giugno Marcel-Henri Jaspar, ministro belga per la salute, si recò a Londra senza il consenso del gabinetto di Pierlot e, imitando quanto fatto per la Francia da Charles de Gaulle con il suo "Appello del 18 giugno", il 23 giugno rilasciò una dichiarazione alla BBC Radio chiedendo ai belgi di continuare la lotta contro i tedeschi. Tre giorni più tardi il governo Pierlot escluse dalla compagine Jaspar accusandolo di aver abbandonato il suo posto senza autorizzazione; per tutta risposta il 5 luglio Jaspar formò un proprio governo in esilio a Londra, ma non ottenne il riconoscimento dei britannici. Quello stesso giorno anche Albert De Vleeschauwer, ministro per le colonie e responsabile governativo del Congo belga, giunse a Londra e, in coppia con il ministro delle finanze Camille Gutt, formò un proprio governo in esilio; visto che De Vleeschauwer era l'unico ministro ad avere un potere legale su territori al di fuori del Belgio occupato, i britannici furono ben disposti a riconoscere il suo governo. Solo dopo che Pierlot e i ministri a lui fedeli furono giunti a Londra via Spagna il 22 ottobre 1940 fu possibile ricomporre il quadro: De Vleeschauwer e Pierlot si accordarono per formare un esecutivo unitario guidato dal secondo, che divenne quindi l'unica autorità legittima per i belgi in esilio.

### La nascita della Resistenza
Molti dei primi componenti della Resistenza belga provenivano dai ranghi dell'esercito sconfitto: molti soldati, e in particolare gli ufficiali, rilasciati dai campi di prigionia tedeschi erano più che desiderosi di continuare la lotta contro gli occupanti spinti dal loro patriottismo, ma la resistenza crebbe lentamente nel corso dei primi mesi di occupazione visto che, dopo la caduta della Francia, una vittoria della Germania nazista nella guerra mondiale sembrava ormai imminente. La sconfitta tedesca nella battaglia d'Inghilterra e il rimando dei piani di invasione del Regno Unito, combinati con l'aggravamento delle politiche di occupazione tedesche sul Belgio (in particolare sotto il profilo della persecuzione delle comunità ebraiche belghe e della coscrizione dei civili belgi per programmi di lavoro forzato) accrebbero l'appoggio alla resistenza all'occupante da parte dei gruppi politici cattolici e liberali. Dopo l'inizio dell'invasione tedesca dell'Unione Sovietica nel giugno 1941, anche i membri del Partito Comunista del Belgio, in precedenza piuttosto ambivalenti sulla scelta se schierarsi dalla parte degli Alleati o dell'Asse per via della stipula del patto Molotov-Ribbentrop tra tedeschi e sovietici, si unirono alla Resistenza in massa, formando propri gruppi armati e chiamando a una "rivolta nazionale" contro il dominio nazista.
Anche durante la precedente prima guerra mondiale gran parte del Belgio aveva sperimentato un'occupazione militare da parte della Germania, proseguita per quattro lunghi anni durante i quali si era sviluppato un diffuso movimento di resistenza; questa passata esperienza fornì l'ispirazione chiave per la formazione di simili gruppi di resistenti nel 1940. Il grosso delle azioni della Resistenza belga fu portato avanti nelle zone francofone della nazione (la Vallonia e l'area di Bruxelles), sebbene anche il coinvolgimento dei fiamminghi fu significativo.

## La Resistenza

### La resistenza passiva
La pratica più diffusa di resistenza all'occupazione tedesca in Belgio da parte della popolazione civile locale prese le forme della resistenza nonviolenta. L'ascolto delle trasmissioni di Radio Belgique da Londra, cosa ufficialmente proibita dalle autorità tedesche, era la forma più comune di resistenza passiva da parte dei belgi, ma si registrarono anche varie attività di disobbedienza civile; queste furono portate avanti in particolare dalle istituzioni governative belghe, obbligate a sottostare all'amministrazione militare tedesca insediata nel paese (Amministrazione militare del Belgio e della Francia del nord): nel giugno 1941, ad esempio, il Consiglio cittadino di Bruxelles si rifiutò di provvedere alla distribuzione delle stelle gialle da portare sugli abiti imposte dai tedeschi ai cittadini ebrei. Anche Leopoldo III, imprigionato nel Castello di Laeken, rappresentò un simbolo della resistenza passiva dei belgi, sebbene la sua scelta di arrendersi ai tedeschi fosse stata pesantemente criticata dal governo in esilio.
Lo sciopero fu una delle forme più comuni di resistenza passiva all'occupante, e diversi di essi furono indetti in date simboliche come il 10 maggio (anniversario dell'invasione tedesca del Belgio), il 21 luglio (festa nazionale del Belgio) o l'11 novembre (anniversario della sconfitta della Germania nella prima guerra mondiale). La più grande astensione dal lavoro indetta in Belgio durante la guerra fu il cosiddetto "Sciopero dei 100 000", proclamato il 10 maggio 1941 negli stabilimenti siderurgici della Cockerill-Sambre di Seraing da esponenti del Partito comunista belga ed estesosi poi all'intera Provincia di Liegi, alla Provincia dell'Hainaut e ad altre zone del paese fino a coinvolgere almeno 70.000 lavoratori; l'astensione dal lavoro proseguì fino al 18 maggio, quietandosi solo dopo che i tedeschi ebbero disposto un aumento salariale per gli operai dell'industria. Altri scioperi su larga scala furono repressi con la forza da parte dei tedeschi, sebbene importanti astensioni dal lavoro ebbero comunque luogo nel novembre 1942 e nel febbraio 1943.

### Gruppi armati
(Martin Conway, op. cit.)
Le forze di resistenza attiva in Belgio si svilupparono all'inizio del 1941, prendendo subito diverse direzioni. La Resistenza belga si rivelò fin da subito estremamente frammentata in diversi gruppi e gruppetti, e non giunse mai a divenire un'organizzazione unitaria durante il periodo dell'occupazione tedesca. Il pericolo di infiltrazioni di spie e informatori dei tedeschi (celebre il caso del collaborazionista Prosper Dezitter, poi giustiziato alla fine della guerra, che infiltrò diversi gruppi di resistenti belgi) fece sì che molte cellule fossero estremamente piccole e localizzate, e per quanto esistessero gruppi più strutturati e attivi su tutto il territorio nazionale questi erano fortemente divisi su basi politiche ed ideologiche.
Lo spettro dei gruppi di resistenti andava da formazioni di estrema sinistra come la comunista Armée belge des partisans o il socialista Front de l'Indépendance, a gruppi di estrema destra come i monarchici del Mouvement National Royaliste o la Légion Belge composta da membri del movimento fascista prebellico Légion Nationale; la Légion Belge si fuse poi con un'altra organizzazione, l'Armée Belge Reconstituée composta prevalentemente da ex militari dell'Esercito belga, dando vita all'Armée secrète che divenne il gruppo numericamente più consistente di tutta la Resistenza belga con circa 50.000 associati. Vi erano anche movimenti che non proclamavano una precisa affiliazione politica, ma che tuttavia reclutavano i loro componenti solo tra ristretti gruppi demografici o professionali: ne furono esempi il Groupe G, composto principalmente da studenti ed ex studenti dell'Università di Bruxelles, o il Service D, formato da personale del servizio postale nazionale e molto attivo nell'intercettare le lettere di denuncia inviate dai collaborazionisti e nell'avvisare le persone ricercate dalle autorità.
I membri dei gruppi di resistenza attiva furono piuttosto pochi nei primi anni di Resistenza, ma crebbero esponenzialmente nel corso del 1944 non appena divenne evidente una vittoria degli Alleati nel conflitto, in particolare nei mesi seguenti lo sbarco in Normandia; si stima che circa il 5% della popolazione prebellica belga fu coinvolto in qualche forma di resistenza attiva durante gli anni dell'occupazione tedesca.

### Forme di resistenza attiva

#### Sabotaggi e assassinii
La posizione geografica del Belgio faceva sì che il paese rivestisse un importante ruolo strategico come rotta di rifornimento per le unità dell'Esercito tedesco stanziate in nord Europa, e in particolare nel nord della Francia; il sabotaggio delle vie di comunicazione divenne quindi un importante compito per la Resistenza belga.
Dopo gli sbarchi in Normandia del giugno 1944, su disposizioni dei comandi alleati i partigiani belgi avviarono una vasta campagna di sabotaggi contro le vie di comunicazioni in lungo e largo per il paese: solo tra giugno e settembre 1944, 95 ponti ferroviari, 285 locomotive, 1.365 vagoni e 17 tunnel furono fatti saltare in aria dai resistenti belgi; furono inoltre tagliate svariate linee del telegrafo nonché sabotati diversi ponti stradali e canali navigabili per il trasporto di merci. In un'azione notevole, 600 soldati tedeschi rimasero uccisi quando un ponte ferroviario sulla linea tra La Gleize e Stoumont nelle Ardenne venne fatto saltare in aria da un gruppo di 40 partigiani belgi, tra cui il futuro scrittore Herman Bodson; in effetti, rapporti riferirono che nel 1941 le truppe tedesche accusarono più perdite umane in Belgio che in tutta la Francia occupata. Le azioni del solo Groupe G, il più attivo nei sabotaggi, richiesero ai tedeschi l'impiego tra i 20 e i 25 milioni di ore lavorative per riparare i danni causati, di cui dieci milioni di ore solo per i danni causati nella notte tra il 15 e il 16 gennaio 1944.
L'assassinio di figure importanti nella gerarchia delle forze occupanti e dei collaborazionisti divenne molto comune nel corso del 1944. Nel luglio 1944 uomini della Légion Belge assassinarono il fratello di Léon Degrelle, capo del partito Partito Rexista di stampo fascista e principale collaborazionista dei tedeschi in Vallonia; informatori e agenti doppi erano altri obiettivi comuni: i comunisti dei Partisans Armés rivendicarono l'uccisione di 1.000 traditori e collaborazionisti solo tra il giugno e il settembre 1944.

#### La stampa clandestina

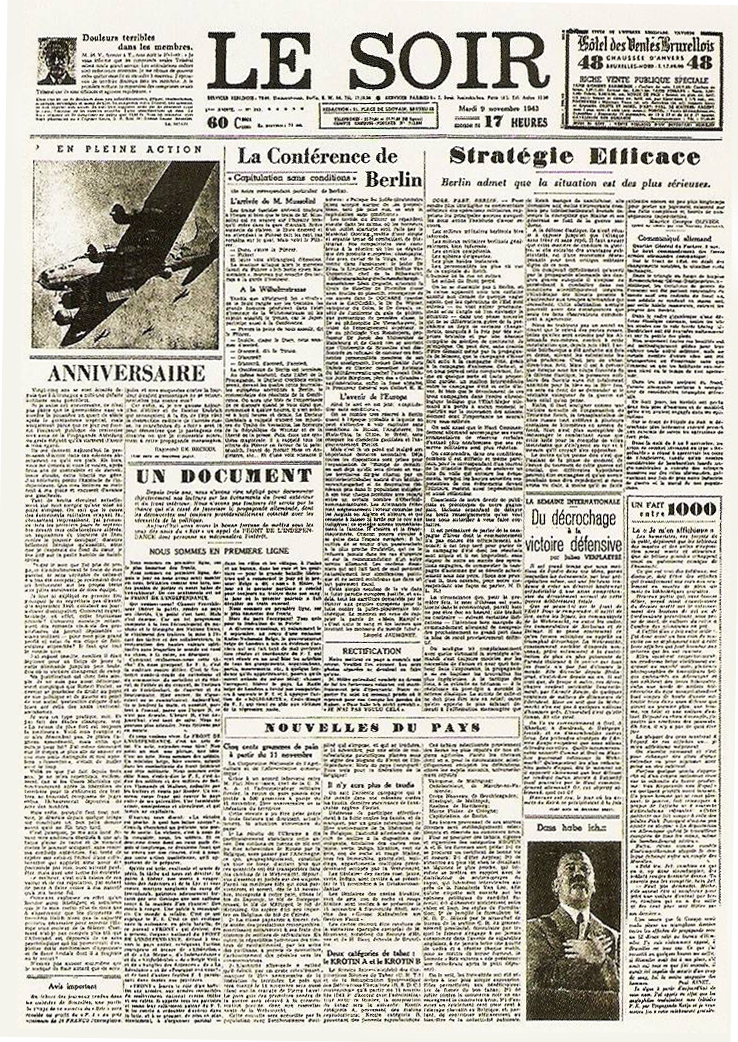
La prima pagina del Faux Soir uscito il 9 novembre 1943

Una vasta rete di stampa clandestina fiorì in Belgio fin dalle prime fasi dell'occupazione tedesca, con otto nuove testate giornalistiche apparse nel solo ottobre 1940. La maggior parte della stampa clandestina controllata dalla Resistenza belga si concentrò sulla produzione di giornali tanto in lingua francese che in lingua fiamminga, al fine di contrastare la propaganda collaborazionista portata avanti dalle testate ufficiali come Le Soir; al suo picco, la testata clandestina La Libre Belgique era capace di dare notizia di fatti avvenuti cinque o sei giorni prima, molto più veloce delle trasmissioni radio in francese della BBC che normalmente riferivano di eventi avvenuti diversi mesi prima. Le copie delle testate clandestine erano distribuite anonimamente, con diverse di esse depositate a mano nelle cassette postali o spedite per posta; i quotidiani in sé erano gratuiti, e i costi di produzione erano coperti da donazioni dei simpatizzanti.
I giornali clandestini raggiunsero una circolazione notevole: La Libre Belgique aveva nel gennaio 1942 una tiratura regolare di 40 000 copie, per poi giungere a un picco di 70 000 copie; la testata comunista Le Drapeau Rouge raggiunse invece una tiratura di 30 000 copie. Arrivarono a esistere dozzine di testate, spesso affiliate a un diverso gruppo di resistenti o differenziate sulla base di diversi orientamenti politici, spaziando dai fogli nazionalisti a quelli comunisti, liberali e finanche femministi. Si stima che negli anni dell'occupazione più di 40.000 belgi fossero coinvolti in qualche modo nella produzione, stampa e circolazione di 567 diverse testate clandestine.
Oltre ai giornali, la Resistenza si concentrò anche nella stampa di pubblicazioni umoristiche e materiale di propaganda. Nel novembre 1943, il gruppo di resistenti socialista Front de l'Indépendance mise in circolazione un'edizione parodia del foglio collaborazionista Le Soir, identica nella testata e nel formato ma i cui articoli all'interno si prendevano gioco della propaganda tedesca e delle informazioni distorte consentite dai censori: circa 50 000 copie di quello che divenne noto come Faux Soir ("Falso Soir") furono distribuite nella zona di Bruxelles deliberatamente mischiate alle vere copie del quotidiano.

#### Raccolta di informazioni
La raccolta di informazioni di intelligence da passare agli Alleati divenne la prima forma di resistenza attiva a prendere piede in Belgio dopo la sconfitta del maggio 1940, sviluppandosi ben presto in una struttura complessa e attentamente organizzata; i comandi alleati stessi divennero profondamente dipendenti dalle informazioni raccolte in questo modo nelle nazioni occupate dai tedeschi: le notizie raccolte dai resistenti riguardavano ovviamente i movimenti delle truppe tedesche e altre informazioni di carattere militare, ma erano anche essenziali per tenere aggiornati i comandi alleati circa la pubblica opinione e le attitudini della popolazione civile che viveva nelle zone occupate.
Esistevano varie reti e organizzazioni per la raccolta di informazioni, ciascuna con un proprio nome in codice. La più estesa era la rete "Clarence", guidata da Walthère Dewé e che arrivò a contare più di 1.000 componenti incaricati di raccogliere informazioni che venivano poi trasmesse a Londra via radio; altre reti significative furono "Luc" (rinominata "Marc" nel 1942) e "Zéro". In totale si svilupparono in Belgio 43 separate reti di raccolta informazioni le quali coinvolgevano circa 14.000 persone in tutto.

#### La protezione dei ricercati
La Resistenza belga si adoperò notevolmente per salvare il maggior numero possibile di ebrei e romaní dalla deportazione verso i campi di sterminio tedeschi. Il 19 aprile 1943 membri del gruppo partigiano Comité de Défense des Juifs, affiliato al Front de l'Indépendance, attaccarono un convoglio ferroviario partito dal Campo di transito di Malines e diretto al Campo di concentramento di Auschwitz con 1.500 ebrei belgi a bordo, riuscendo a far fuggire più di 230 persone. Molti belgi fornirono nascondigli a ebrei e dissidenti politici in fuga: circa 20.000 persone trovarono così riparo durante gli anni dell'occupazione, e in totale furono 1.612 i cittadini belgi insigniti nel dopoguerra del titolo di Giusti tra le nazioni per le loro azioni di protezione degli ebrei perseguitati. Alcune figure di spicco dell'establishment belga, tra cui la regina madre Elisabetta di Baviera e l'arcivescovo di Malines-Bruxelles Jozef-Ernest Van Roey, si espressero pubblicamente contro il trattamento inflitto agli ebrei dai tedeschi.
Con l'intensificarsi dei bombardamenti strategici alleati sulle zone industriali della Germania a partire dal 1941, la Resistenza belga dovette attivarsi più volte per soccorrere gli aviatori della RAF o dell'USAAF abbattuti sui cieli del Belgio; il compito dei partigiani, assistiti da operativi del MI9 britannico, era quello di recuperare e scortare gli aviatori abbattuti attraverso l'Europa occupata fino al confine dei Pirenei con la neutrale Spagna, da dove poi potevano essere riportati in Inghilterra. Si svilupparono reti apposite incaricate di questo compito: la più nota di esse, la cosiddetta "Comet Line" organizzata da Andrée De Jongh, arrivò a coinvolgere fino a 2.000 resistenti belgi e riuscì a far fuggire in Spagna circa 700 aviatori alleati; le reti di assistenza non si limitavano a nutrire, ospitare e fornire di abiti civili gli aviatori abbattuti, ma provvedevano anche a stampare per loro false carte d'identità e permessi di transito belgi e francesi. Visto che gli aviatori dovevano spesso restare nascosti a lungo prima di poter tentare la fuga in Spagna, le reti di assistenza erano molto vulnerabili alla repressione tedesca: nel corso della guerra circa 800 membri della "Comet Line" furono arrestati dalla Gestapo tedesca e 140 di loro furono giustiziati.

## Le reazioni dei tedeschi

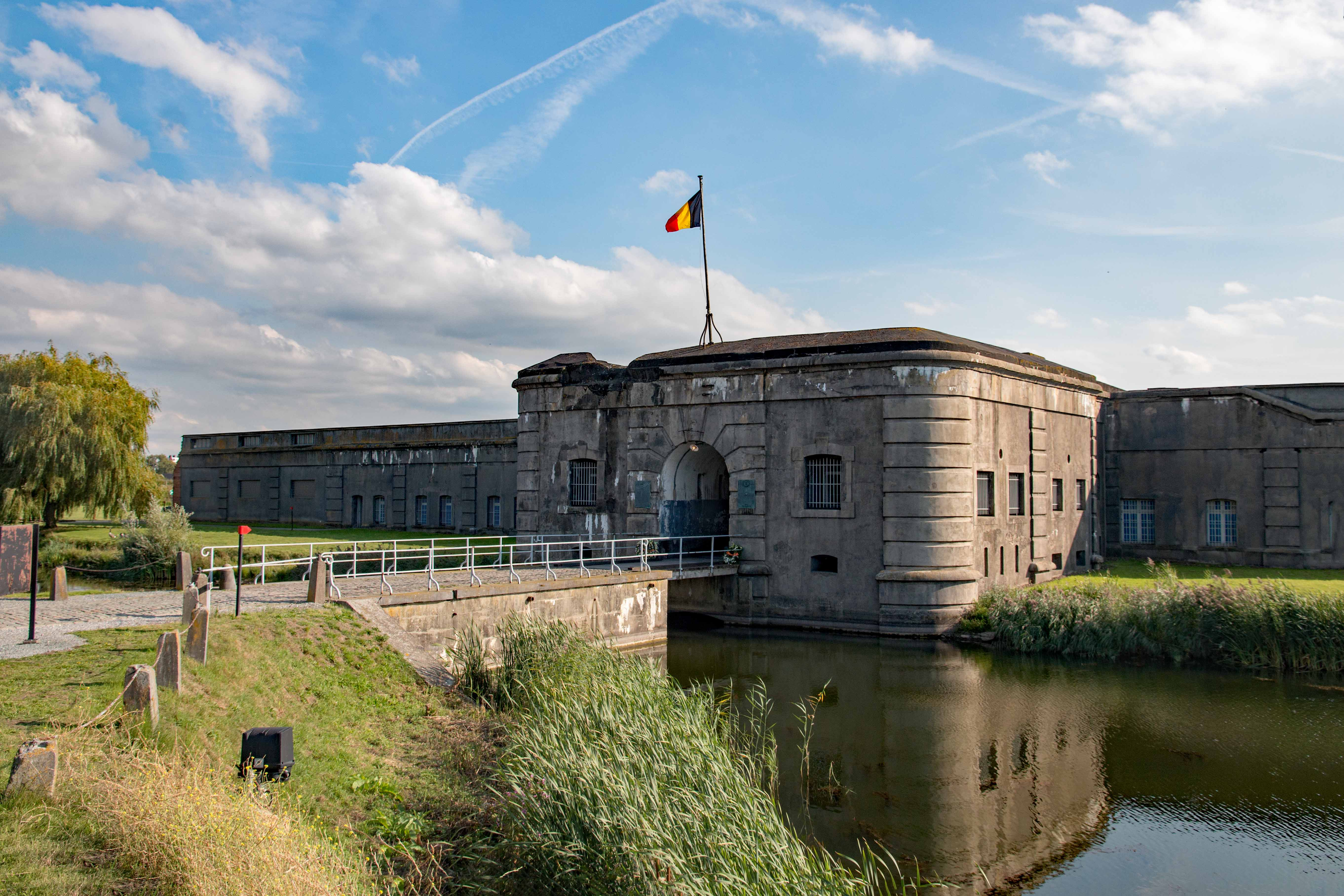
Veduta odierna di Fort Breendonk; la vecchia fortezza fu utilizzata dalla Gestapo come principale campo di internamento e luogo di tortura per i resistenti belgi catturati

La Geheime Staatspolizei tedesca ("Polizia segreta di stato", meglio nota come Gestapo) fu il principale organismo di contrasto alle forze della Resistenza in Belgio. I partigiani catturati potevano aspettarsi, dopo la cattura, di essere interrogati, torturati e quindi giustiziati sommariamente o inviati nei Lager tedeschi; la Gestapo si rivelò molto abile nell'usare informatori infiltrati nei gruppi di resistenti locali, come pure nell'esame delle pubblicazioni della stampa clandestina per individuare il luogo dove erano state prodotte: circa 2.000 membri della Resistenza coinvolti nella rete della stampa clandestina furono arrestati durante la guerra. In totale, circa 30.000 membri della Resistenza belga furono catturati durante il periodo dell'occupazione tedesca, di cui circa 16.000 furono giustiziati o morirono in prigionia.
I tedeschi impiegarono Fort Breendonk, una vecchia postazione fortificata dell'Esercito belga vicino a Malines, come campo di internamento e luogo di interrogatorio e torture per i prigionieri politici e i partigiani catturati; circa 3.500 prigionieri transitarono per il campo di Fort Breendonk, dove furono detenuti in condizioni di estremo degrado: circa 300 furono i giustiziati all'interno del campo, mentre almeno altri 98 detenuti morirono per le conseguenze di deprivazioni e torture
Verso la fine del periodo di occupazione, le milizie armate dei gruppi collaborazionisti iniziarono a partecipare attivamente alle rappresaglie attuate in risposta agli attacchi e agli assassinii compiuti dalla Resistenza: queste rappresaglie includevano sia l'assassinio di figure notabili sospettate di far parte della Resistenza (come l'uccisione il 28 febbraio 1944 di Alexandre Galopin, direttore del gruppo finanziario Société générale de Belgique, assassinato da membri del gruppo nazista fiammingo DeVlag), sia massacri ai danni dei civili. Tra le azioni più sanguinose nei confronti della popolazione civile vi fu, tra il 1º e l'11 agosto 1944, l'uccisione di 67 civili presi nel villaggio di Meensel-Kiezegem dai miliziani del DeVlag come rappresaglia per l'assassinio di un noto collaborazionista locale; il 18 agosto 1944, invece, il massacro di Courcelles vide 19 civili belgi presi in ostaggio finire uccisi da paramilitari del Partito Rexista come rappresaglia per l'uccisione del borgomastro collaborazionista di Charleroi.

## Relazioni con gli Alleati e il governo in esilio

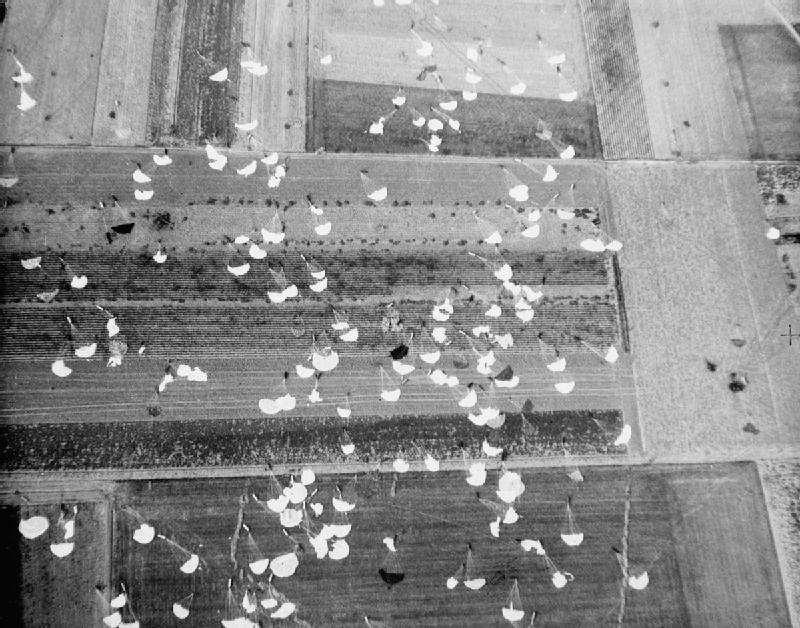
Contenitori carichi di rifornimenti per la Resistenza sono paracadutati da un aereo britannico nelle campagne fuori Bruxelles

Il governo in esilio belga lanciò il suo primo appello radiofonico alla formazione di gruppi armati di resistenza nel Belgio occupato già il 23 giugno 1940, mentre si trovava ancora a Bordeaux. Tuttavia, la situazione di isolamento del governo in esilio dalla situazione quotidiana del paese fece sì che esso fosse visto con sospetto da molti gruppi di partigiani, in particolare quelli le cui ideologie contrastavano con le politiche proprie del governo stesso; a sua volta, il governo in esilio aveva il timore che i gruppi della Resistenza potessero trasformarsi, al momento della liberazione del Belgio, in milizie politicizzate e ingovernabili, capaci di mettere il pericolo la posizione del governo stesso e la stabilità politica della nazione.
Nonostante le diffidenze ideologiche, i gruppi della Resistenza si ritrovarono frequentemente a essere dipendenti dai finanziamenti e dai lanci di equipaggiamenti militari che sia il governo in esilio sia lo Special Operations Executive (SOE) britannico garantivano loro: nel corso della guerra, il governo in esilio riuscì a far recapitare alla Resistenza una cifra compresa tra i 124 e i 245 milioni di franchi belgi al solo gruppo dell'Armée secrète, paracadutati direttamente in Belgio o trasferiti su conti bancari nel neutrale Portogallo; cifre minori furono corrisposte anche ad altri gruppi.
I contatti tra il governo in esilio e i gruppi della Resistenza erano difficili: la Légion Belge inviò nel maggio 1941 un proprio delegato per stabilire un contatto con il governo in esilio, ma questi impiegò un intero anno per raggiungere Londra. Solo nel tardo 1941 furono stabiliti i primi contatti radio, molto intermittenti, tra i resistenti e i comandi alleati a Londra; un contatto radio permanente (nome in codice "Stanley") fu stabilito dall'Armée secrète solo nel 1944.
Nel maggio 1944 il governo in esilio tentò di stabilire relazioni solide con i partigiani creando un "comitato di coordinamento" con rappresentanti di tutti i gruppi più importanti, inclusi la conservatrice Armée secrète, il liberal-cattolico Mouvement National Belge, il socialista Front de l'Indépendance e l'indipendente Groupe G; tuttavia, il comitato ebbe modo di operare solo per un periodo ridotto di tempo visto che all'inizio del settembre 1944 il Belgio fu liberato dalle forze degli Alleati.

## La Resistenza durante la liberazione

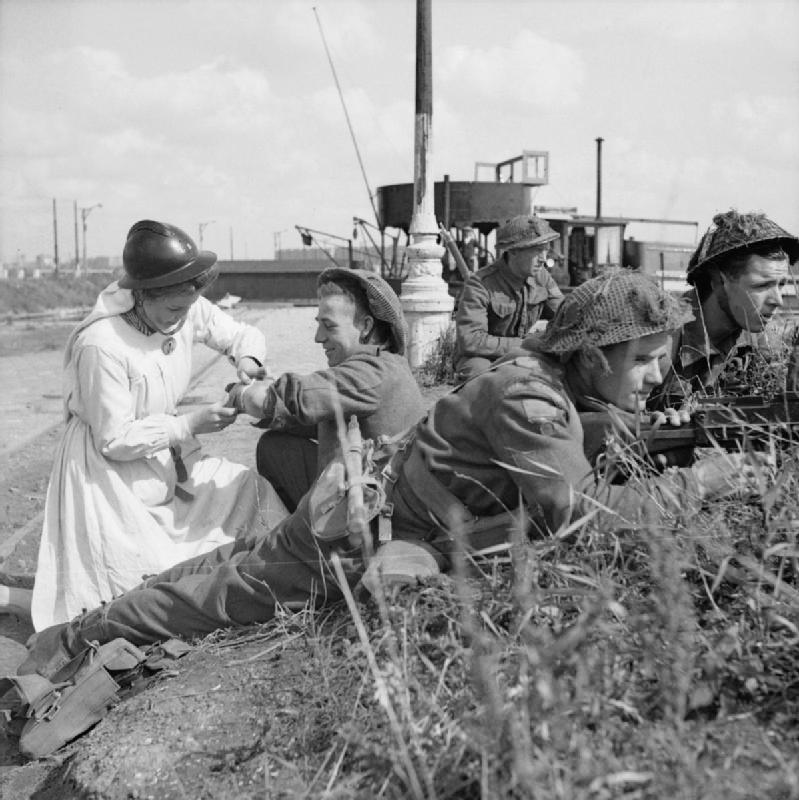
Un'infermiera della Resistenza belga assiste dei soldati britannici durante gli scontri per la liberazione di Anversa nel settembre 1944

Dopo lo sbarco in Normandia del giugno 1944, la consistenza numerica della Resistenza belga si incrementò esponenzialmente. Nell'aprile 1944 l'Armée secrète iniziò ad adottare un sistema di gradi gerarchici e uniformi (composte fondamentalmente da una tuta bianca e una fascia da braccio) al fine di presentarsi come una sorta di "esercito ufficiale". I gruppi della Resistenza belga difettavano troppo di armamenti e addestramento militare per poter combattere apertamente i reparti della Wehrmacht tedesca, e di conseguenza giocarono solo un ruolo ausiliario durante la liberazione del Belgio a opera degli Alleati nel settembre 1944, fornendo informazioni sui movimenti dei tedeschi, disturbando i piani di evacuazione nemici e affiancando i reparti anglo-statunitensi negli scontri. Circa 4.000 membri dell'Armée secrète rimasero uccisi negli scontri finali per la liberazione del Belgio.
La collaborazione della Resistenza si rivelò molto importante durante la liberazione della città di Anversa: il gruppo locale di resistenti fiamminghi Witte Brigade e i partigiani monarchici del Mouvement National Royaliste, in una inedita dimostrazione di cooperazione tra organizzazioni diverse, appoggiarono le forze della 11th Armoured Division britannica e della 3rd Canadian Division nel catturare lo strategico porto di Anversa intatto, prima che fosse sabotato dai tedeschi in ritirata. Gruppi armati di partigiani belgi fecero prigionieri in lungo e in largo per il paese circa 20.000 soldati tedeschi (tra cui due generali) impegnati a ritirarsi davanti all'avanzata degli Alleati; le forze speciali belghe del 5th Special Air Service, addestrate dai britannici in Inghilterra, furono paracadutate nelle Ardenne per coordinare i gruppi di resistenti locali durante gli eventi dell'offensiva delle Ardenne.
Subito dopo la liberazione, il governo in esilio fece ritorno a Bruxelles e intraprese immediatamente l'opera di smobilitare e disarmare i reparti della Resistenza. Già nell'ottobre 1944 fu ordinato ai partigiani belgi di consegnare alla polizia locale le loro armi, ordine cui si affiancò nel novembre seguente la minaccia di perquisire le case e di sanzionare coloro che le avevano trattenute; queste disposizioni provocarono forte rabbia nei gruppi partigiani, che avevano sperato di poter proseguire la lotta armata affiancando i reparti degli Alleati nell'invasione della Germania. Il 25 novembre 1944 una grande manifestazione di ex membri della Resistenza fu indetta a Bruxelles per protestare contro le disposizioni del governo in merito al disarmo; quando la folla mosse in direzione del Parlamento federale del Belgio i soldati britannici di guardia al palazzo aprirono il fuoco, scambiando la manifestazione per un presunto tentativo di colpo di Stato attuato dai movimenti di estrema sinistra: 45 persone rimasero ferite nella sparatoria.
Ad ogni modo, il disarmo dei reparti partigiani procedette senza altri incidenti; un gran numero di ex resistenti si arruolò nel ricostituito Esercito regolare belga, formando circa l'80% dei cosiddetti "Battaglioni fucilieri" impegnati sul fronte occidentale durante gli ultimi mesi di guerra.

## L'eredità
La Resistenza belga fu elogiata dai contemporanei per il suo contributo allo sforzo bellico degli Alleati, in particolare durante il periodo finale dell'occupazione tedesca. In una lettera indirizzata al tenente generale Pire, comandante dell'Armée secrète, il generale Dwight D. Eisenhower elogiò il ruolo dei partigiani belgi nello sconvolgere le linee di rifornimento tedesche dopo lo sbarco in Normandia; le continue azioni della Resistenza impedirono ai tedeschi di utilizzare il paese come una base sicura
Il tentativo degli ex resistenti di entrare nella vita politica nazionale del dopoguerra fondando un formale partito politico unitario che li rappresentasse, l'Unione Democratica Belga, mancò di quel supporto che invece sostenne altre organizzazioni simili come il francese Conseil National de la Résistance; alle elezioni generali belghe del 17 febbraio 1946 l'UDB ottenne poco più del 2% dei suffragi, e il partito si sciolse poco dopo. Associazioni di veterani della Resistenza furono fondate negli anni immediatamente successivi alla guerra, e si adoperarono notevolmente per ottenere il riconoscimento dei loro sforzi; la più vasta di esse, la Fondation Armée Secrète, continua tutt'oggi a finanziare studi storici sul ruolo della Resistenza e a difendere gli interessi dei propri membri.
Nel dicembre 1946 il governo del primo ministro Camille Huysmans istituì l'onorificenza della Medaglia della resistenza armata 1940-1945 per premiare gli ex membri della Resistenza belga, beneficiari anche di un sistema pensionistico dedicato e di un programma di apprendistato finanziato dallo Stato per il loro reinserimento nel mondo del lavoro. A vari ex partigiani fu accordato un grado militare equivalente allo status ricoperto nel movimento durante gli anni della Resistenza, rendendoli titolari di altri benefici statali. Il ruolo della Resistenza belga è commemorato ancora oggi da vari memoriali, placche e strade a lei dedicate in lungo e in largo per la nazione, come pure dal Museo nazionale della Resistenza situato ad Anderlecht.